# Епархия Авельянеды — Лануса
Епархия Авельянеды-Лануса (лат. Dioecesis Avellanediensis-Lanusensis) — епархия Римско-Католической церкви с центром в городе Авельянеда, Аргентина. Епархия Авельянеды-Лануса входит в митрополию Буэнос-Айреса. Кафедральным собором епархии Авельянеды-Лануса является церковь Успения Пресвятой Девы Марии.

## История
10 апреля 1961 года Папа Римский Иоанн XXIII выпустил буллу «Cum regnum Dei», которой учредил епархию Авельянеды, выделив её из архиепархии Ла-Платы и епархии Ломас-де-Саморы.
9 июня 1976 года епархия Авельянеды передала часть своей территории для образования новой епархии Кильмеса.
24 апреля 2001 года в силу декрета «Celeris magnique» Конгрегации по делам епископов епархия Авельянеды увеличилась путём включения части территории епархии Ломас-де-Саморы и получила своё нынешнее название.

## Ординарии епархии
- епископ Эмилио Антонио ди Паскуо (14.06.1961 — 9.04.1962);
- епископ Херонимо Хосе Подеста (25.09.1962 — 2.12.1967);
- епископ Антонио Кваррасино (3.08.1968 — 18.12.1985), назначен архиепископом Ла-Платы;
- епископ Рубен Эктор ди Монте (24.03.1986 — 7.03.2000), назначен архиепископом Мерседеса-Лухана;
- епископ Рубен Оскар Фрассиа (с 25 ноября 2000 года).